# Raión de Shostka
Raión de Shostka (en ucraniano: Шосткинський район) es un raión o distrito de Ucrania en el óblast de Sumy. La capital es la ciudad de Shostka.
Comprende una superficie de 5072,3 km².

## Demografía
Según estimación 2010 contaba con una población total de 21820 habitantes.

## Otros datos
El código KOATUU fue 5925300000. El código postal 41100 y el prefijo telefónico +380 5449.